# Jan Godek
Jan Godek (ur. 1865 w Dębicy, zm. 6 lutego 1936) – polityk narodowo-demokratyczny, poseł do Sejmu Krajowego, austriackiej Rady Państwa i Sejmu Ustawodawczego RP.

## Życiorys
Ukończył studia prawnicze na uniwersytetach w Krakowie i Lwowie. Prezes „Sokoła”, członek Rady Miejskiej i Rady Powiatowej w Husiatynie, Towarzystwa Szkoły Ludowej i Polskiej Organizacji Narodowej w Husiatynie. W l. 1909-1912 prezes Towarzystwa Szkoły Średniej w Husiatynie. Radca skarbu w Przemyślu. Działacz Stronnictwa Narodowo-Demokratycznego w Husiatynie i Przemyślu.
Poseł IX kadencji Sejmu Krajowego (czerwiec 1912- 2 kwietnia 1913), w czerwcu 1912 roku złożył ślubowanie poselskie po wyborze Adama Gołuchowskiego na marszałka krajowego Poseł do Rady Państwa w Wiedniu XII kadencji (25 czerwca 1912 – 28 października 1918) z okręgu 70 (Skałat-Husiatyn), mandat objął po rezygnacji Adana Gołuchowskiego. Członek Koła Polskiego w Wiedniu.
Poseł na Sejm Ustawodawczy Rzeczypospolitej Polskiej (od 10 lutego 1919 do 1 grudnia 1922), mandat otrzymał Dekretem Naczelnika Państwa z 28 listopada 1918 jako poseł z Galicji Wschodniej do parlamentu austriackiego. W sejmie należał do klubu Związku Sejmowego Ludowo-Narodowego. W latach 20. XX wieku działacz Związku Ludowo-Narodowego, od 1923 wiceprezes, a od 1926 prezes zarządu partii w Przemyślu. Prezes gniazda „Sokoła” w Przemyślu.
W listopadzie 1920 roku wybrany do komisji specjalnej Sejmu dla reorganizacji urzędów państwowych (przewodniczący). W wyborach 1928 roku kandydował z listy państwowej nr 24 do Senatu, a w wyborach 1930 roku z listy nr 4: do Sejmu w okręgu wyborczym 50 (Lwów) i do Senatu w województwie lwowskim. Dalsze losy po 1930 roku są nieznane.